# 2012 (film)
2012 este un film SF american din 2009 regizat de Roland Emmerich. În rolurile principale interpretează John Cusack, Chiwetel Ejiofor, Amanda Peet, Oliver Platt, Thandie Newton, Danny Glover și Woody Harrelson. Filmul este produs de compania de producție a lui Emmerich, Centropolis Entertainment, și este distribuit de Columbia Pictures. Filmările au început în august 2008 în Vancouver, deși inițial s-a planificat ca filmările să aibă loc în Los Angeles.

## Povestea

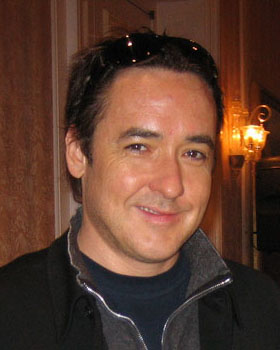
Actorul John Cusak care interpretează personajul principal din filmul 2012.

Dr. Adrian Helmsley (Chiwetel Ejiofor) este membrul unei echipe care face investigații geofizice în toată lumea privind efectele pe care le au radiațiile de la furtunile geomagnetice fără precedent. În această calitate află că nucleul Pământului se încălzește. El îl avertizează pe președintele american Thomas Wilson (Danny Glover) că scoarța terestră devine instabilă și că, fără pregătiri adecvate pentru a salva o fracțiune din populația lumii, întreaga rasă este condamnată. Între timp, scriitorul Jackson Curtis (John Cusack) află aceleași informații. În timp ce liderii mondiali se grăbesc să construiască "Arce" pentru a scăpa de cataclismul iminent, Curtis se luptă să găsească o modalitate pentru a-și salva familia. Încep erupții vulcanice și cutremure fără precedent care fac ravagii în toată lumea, se mai precizează în film.

## Distribuție
- John Cusack este Jackson Curtis, un scriitor care trebuie să lucreze ca șofer de limuzină.[4]
- Chiwetel Ejiofor este Dr. Adrian Helmsley, geolog și consilier științific al președintelui Statelor Unite. El este, de asemenea, un admirator al lucrărilor lui Curtis.[5]
- Amanda Peet este Kate Curtis, o studentă la medicină și fosta soție a lui Jackson.[6]
- Liam James este Noah Curtis, fiul lui Jackson și Kate.
- Morgan Lily este Lilly Curtis, fiica lui Jackson și Kate.
- Thomas McCarthy este Dr. Gordon Silberman, iubitul lui Kate, un chirurg plastic.[7]
- Danny Glover este Thomas Wilson, președintele Statelor Unite.
- Thandie Newton este Dr. Laura Wilson, expert în artă și fiica președintelui Wilson.
- Oliver Platt este Carl Anheuser, șeful Statului Major al președintelui Wilson.
- Zlatko Burić este Iuri Karpov, un miliardar rus.
- Beatrice Rosen este Tamara, iubita din Rusia a lui Iuri.
- Alexandre și Philippe Haussmann este Alec și Oleg Karpov, fiii gemeni ai lui Iuri.
- Woody Harrelson este Charlie Frost, un om de știință marginală, teoretician al conspirației și gazdă de talk-show-uri la radio.